# NGC 4341
NGC 4341 je prečkasta spiralna galaktika u zviježđu Djevici.

## Vanjske poveznice
- (eng.) SEDS: NGC 4341
- (eng.) Revidirani Novi opći katalog
- (eng.) Izvangalaktička baza podataka NASA-e i IPAC-a
- (eng.) Astronomska baza podataka SIMBAD
- (eng.) VizieR